# 蓋瑞堡酒店
蓋瑞堡酒店（Fort Garry Hotel）是加拿大的一座20世紀初期的酒店，位於馬尼托巴省溫尼伯。蓋瑞堡酒店開業於1913年12月11日 ，由加拿大太平洋鐵路（Grand Trunk Pacific Railway）興建，是加拿大大鐵路酒店之一，也是溫尼伯地區唯一現存的20世紀初期興建的酒店。

## 外部連結
- Official Site